# Prêmio IQ
O Prêmio IQ é um prêmio concedido pela associação de alto QI Mensa International para homenagear pessoas e organizações que fizeram contribuições notáveis para o bem-estar público por uma ideia inteligente, investigação científica sobre a inteligência humana ou imagem positiva da inteligência no público. Os candidatos não podem ser indicados por ninguém e após ser verificado por uma comissão interna, todos os membros da Mensa podem votar em qual candidato deve ganhar o prêmio.

## O Prêmio IQ na Alemanha: IQ-Preis
O Prêmio Alemão IQ, ou  IQ-Preis é realizado anualmente desde 2004.
O prêmio homenageia pessoas e instituições que fizeram particularmente grandes contribuições na Alemanha, com uma ideia inteligente para o bem-estar público, para a exploração e a promoção da inteligência humana. Em 2011, o prêmio passou a ser concedido em duas categorias "Wissenschaft" ( Ciência / Inovação ) e "Medien" ( Cultura/Media ). O IQ-Preis não é apenas concedido por um pequeno júri, mas por todos os membros da associação Mensa Alemã.
As nomeações podem ser feitas para cada habitante da República Federal da Alemanha, não só os membros da Mensa. O período de nomeação é executado até 31 de Janeiro, respectivamente. As informações sobre os requisitos de nomeação, a Carta IQ-preis, e as candidaturas podem ser enviadas para iqpreis@mensa.de com uma nota explicativa sucinta e, se for caso disso, o número de membros Mensa.
Os vencedores são:
| Ano  | Nº | Nome                                                          | País           | Justificativa |
| ---- | -- | ------------------------------------------------------------- | -------------- | --- |
| 2004 | 1  | Albrecht Beutelspacher                                        | Alemanha       | "pelo Mathematikum" |
| 2005 | 2  | Günther Jauch                                                 | Alemanha       | "para seu programa de televisão "Der Große IQ-teste" (O grande teste de QI)" |
| 2006 | 3  | Die Sendung mit der Maus                                      | Alemanha       | "para série de televisão infantil, que comporta questões de crianças superdotadas" |
| 2007 | 4  | Ranga Yogeshwar                                               | Alemanha       | "interessante, instrutivo, sempre bem compreendida, apresenta temas em seu programa envolvidos com a inteligência" |
| 2008 | 5  | Dieter Nuhr                                                   | Alemanha       | "por suas descobertas e experiências que ele tem em forma estritamente científica em seu livro: Gibt es intelligentes Leben? "Existe vida inteligente?" |
| 2009 | 6  | Harald Lesch                                                  | Alemanha       | "um apresentador de TV" |
| 2010 | 7  | Spektrum der Wissenschaft                                     | Alemanha       | "a questão da revista alemã de Scientific American" |
| 2011 | 8  | Siegfried Rotthäuser e Richard David Precht                   | Alemanha       | "por sua sátira política por sua ação "Bola Heat. Richard David Precht é para seu livro "A arte de ser não um egoísta" excelente. Precht combina no trabalho inteligente, fundada sobre a herança evolutiva da moralidade humana com os problemas das sociedades humanas". Scientific American" |
| 2012 | 9  | Eckart von Hirschhausen, Florian Freistetter e Franz Porzsolt | Alemanha       | "conteúdos médicos de uma forma humorística, riso saudável com mensagens sustentáveis. Também devido ao mesmo número de votos Franz Porzsolt e Freistetter para ScienceBlogs" |
| 2013 | 10 | Auticon GmbH e Dirk Müller-Remus                              | Alemanha       | "Por causa de sua experiência pessoal com um filho autista Dirk Müller-Remus fundou auticon, a primeira empresa alemã a trabalhar com um autista como consultor de TI e software." |
| 2014 | 11 | Jonny Lee Miller                                              | Estados Unidos | "Jonny Lee Miller recebeu o prêmio por seus trabalhos como Sherlock. Enquanto Edward Snowden foi nomeado por membros da Mensa, mas a comissão IQ subjugou a nomeação de Snowden e não permitiu que os membros da Mensa votassem nele"                                                           |